# Kurejš
Kurejš je arapsko pleme koje pripada ogranku Arapa Adnanija. 
Pleme je nastanjivalo područje u i oko grada Meke u Saudijskoj Arabiji. Oni su bili čuvari svetoga hrama Ćabe za koji se smatra, da je najstariji hram ikad podignut. 
Porijeklo plemena Kurejš veže se za Abrahama točnije njegovog sina Jišmaela (Ismaila). Pripadnik ovog plemena bio je i Muhamed. Njegov predak u jedanaestom koljenu zvao se Fihr ili Kurejš po kojem je nazvano cijelo pleme.
Hašemiti su pripadnici klana iz plemena Kurejš. Oni su danas pripadnici dinastije, koja vlada Jordanom, a vladali su i Irakom prije svrgavanja monarhije.